# 첫사랑이죠
《첫사랑이죠》는 아이유와 나윤권의 듀엣 디지털 싱글로서 2010년 1월 12일에 발매되었다.

## 개요
〈첫사랑이죠〉는 SBS 파워FM의 정지영의 스위트뮤직박스에서 프로젝트 형식으로 나온 앨범이다. 2009년 8월에 발매된 〈아오테아로아〉를 처음으로 시작한 이 프로젝트 앨범은 청취자 누구나 '작사가'가 될 수 있다는 목적을 가진 프로젝트 앨범이다. 그 두 번째 프로젝트인 〈첫사랑이죠〉는 작곡가 심현보가 작곡을 했고 작사는 2009년 11월부터 약 한달여간 공개 응모를 받아서 최종적으로 청취자인 김윤희가 당선되었다.
심현보와 나윤권, 아이유는 〈첫사랑이죠〉음원의 수익을 전액 기부하기로 함으로써 이 특별한 프로젝트에 의미를 더했다.

## 성과
〈첫사랑이죠〉는 음원 순위도 상위권에 올랐었다. 특히 싸이월드 BGM의 일간차트에서는 음원공개 2일 만인 2010년 1월 14일과 2010년 1월 15일, 2일간 1위를 했다. 이는 아이유가 데뷔후 최초로 온라인 음원차트에서 1위를 하게 되는 성과를 얻게 되었다.
 다음 표는 주요 음원사이트의 최고 순위이다.
| 음원사이트 | 날짜                              | 최고순위 |
| ---------- | --------------------------------- | -------- |
| 멜론       | 2010년 1월 15일                   | 16위     |
| 엠넷       | 2010년 1월 19일 ~ 2010년 1월 21일 | 13위     |
| 도시락     | 2010년 1월 15일 ~ 2010년 1월 16일 | 4위      |
| 벅스       | 2010년 1월 14일 ~ 2010년 1월 15일 | 2위      |
| 소리바다   | 2010년 1월 15일 ~ 2010년 1월 17일 | 4위      |
| 싸이월드   | 2010년 1월 14일 ~ 2010년 1월 15일 | 1위      |

## 트랙리스트
| #  | 제목                   | 작사   | 작곡   | 재생 시간 |
| -- | ---------------------- | ------ | ------ | --------- |
| 1. | 〈첫사랑이죠〉         | 김윤희 | 심현보 | 4:18      |
| 2. | 〈첫사랑이죠 (Inst.)〉 |        | 심현보 | 4:18      |